# Martina Peterlini
Martina Peterlini (Rovereto, 24 ottobre 1997) è una sciatrice alpina italiana.

## Biografia
Slalomista pura originaria di Rovereto e attiva in gare FIS dal novembre del 2013, ha esordito in Coppa Europa il 16 dicembre 2016 ad Andalo, uscendo nella seconda manche, e in Coppa del Mondo il 9 gennaio 2018 a Flachau, non qualificandosi per la seconda manche. Ha ottenuto i primi punti in Coppa del Mondo il 23 novembre 2019, giungendo 26ª a Levi; il 23 gennaio successivo ha ottenuto a Hasliberg il primo podio in Coppa Europa (3ª) e il giorno dopo, nella stessa località, la prima vittoria nel circuito continentale. Ai Mondiali di Cortina d'Ampezzo 2021, sua prima presenza iridata, si è classificata 19ª e a quelli di Saalbach-Hinterglemm 2025 si è piazzata 22ª nello slalom speciale e 14ª nella combinata a squadre.

## Palmarès

### Coppa del Mondo
- Miglior piazzamento in classifica generale: 60ª nel 2024

### Coppa Europa
- Miglior piazzamento in classifica generale: 11ª nel 2020
- 4 podi:
  - 2 vittorie
  - 1 secondo posto
  - 1 terzo posto

#### Coppa Europa - Vittorie
| Data             | Località    | Paese    | Specialità |
| ---------------- | ----------- | -------- | ---------- |
| 24 gennaio 2020  | Hasliberg   | Svizzera | SL         |
| 29 febbraio 2020 | Bad Wiessee | Germania | SL         |

Legenda:

SL = slalom speciale

### South American Cup
- Miglior piazzamento in classifica generale: 21ª nel 2020
- 1 podio:
  - 1 vittoria

#### South American Cup - Vittorie
| Data              | Località     | Paese     | Specialità |
| ----------------- | ------------ | --------- | ---------- |
| 12 settembre 2024 | Cerro Castor | Argentina | SL         |

Legenda:

SL = slalom speciale

### Campionati italiani
- 2 medaglie:
  - 1 argento (slalom speciale nel 2024)
  - 1 bronzo (slalom speciale nel 2025)